# Vodikovo vozilo
Vodikovo vozilo je vozilo koje koristi vodik kao gorivo za pogonsku snagu. Vodikovim vozilima pripadaju: svemirske rakete, automobili i druga prijevozna sredstava. Elektrane takvih vozila pretvaraju kemijsku energiju vodika u mehaničku energiju ili spaljivanjem vodika u motorima s unutarnjim izgaranjem, ili reakcijom vodika i kisika u ćeliji za pokretanje elektromotora. Rasprostranjena uporaba vodika kao gorivo za prijevoz je ključni element predloženog vodikovog gospodarstva.
Vodik kao gorivo se ne pojavljuje prirodno na Zemlji, a time nije izvor energije, već je energent. Od 2014. godine, 95% vodika se radi od metana. Može biti proizveden korištenjem obnovljivih izvora, ali to je skup proces. Integrirani vjetar-do-vodika (snaga u plin) pogoni, pomoću elektrolize vode, istražuju tehnologije za pružanje dovoljno niskih troškova i količina dovoljno velikih, za natjecanje s tradicionalnim izvorima energije.
Mnoge tvrtke rade na razvoju tehnologija koje bi učinkovito mogli iskoristiti potencijal vodika za uporabu u motornim vozilima. Od studenog 2013.  postoje demonstracijske flote vozila na vodikov pogon koja prolaze kroz terenska ispitivanja, uključujući Chevrolet Equinox Fuel Cell, Honda FCX Clarity, Hyundai ix35 FCEV i Mercedes-Benz B-klasa F-Cell. Nedostaci korištenja vodika su visoke emisije ugljičnog dioksida kada se proizvodi od prirodnog plina, veliki glavni troškovi, nizak sadržaj energije po jedinici volumena, niske performanse vodikovih vozila u usporedbi s benzinskim vozilima, proizvodnja i kompresija vodika te velike investicije u infrastrukturu koja je potrebna za punjenje vozila.

## Unutar gorive ćelije
Gorivna ćelija radi slično kao električna baterija, pretvarajući kemijsku energiju u električnu koristeći kretanje nabijenih vodikovih iona preko membrane elektrolita za stvaranje struje. Ondje se rekombiniraju s kisikom kako bi proizveli vodu – jedinu emisiju gorivih ćelija, uz vrući zrak.
Iako su manje učinkovite od električnih baterija, današnje gorivne ćelije povoljno se mogu usporediti s tehnologijom motora s unutarnjim izgaranjem, koja pretvara gorivo u kinetičku energiju s otprilike 25 posto učinkovitosti. Nasuprot tome, gorive ćelije mogu miješati vodik sa zrakom za proizvodnju električne energije uz učinkovitost do 60 posto.
FCEV također predstavljaju relativno male prepreke ulasku u smislu društvenih promjena, budući da rade i rade slično konvencionalnim vozilima, dopunjuju gorivo na postajama za nekoliko minuta i voze 500 do 600 kilometara s jednim spremnikom, sve bez štetnih emisija.

## Vozila
Postoje već autobusi, vlakovi, bicikli, kanal-čamci, golf vozila, motocikli, invalidska kolica, brodovi, avioni, podmornice, a i rakete koje se već pokreću vodikom. NASA je koristila vodik za lansiranje svemirskih letjelica u svemir. 
Trenutna rekordna brzina za vozila pogonjena vodikom je 461,038 km / h koju je postavio Ohio State University-ev Buckeye Bullet 2, koji je postigao brzinu od 450,628 km / h na Bonneville Salt Flats u kolovozu 2008. godine, Za konvencionalno dizajnirane aute, trenutni rekord za vozila s pogonom na vodik je 333,612 km / h koje je postavio prototip Forda Fusion Hydrogen 999 Fuel Cell auto u Bonneville Salt Flats u Wendover u Utah-i, u kolovozu 2007. To je bilo popraćeno velikim spremnikom komprimiranog kisika za povećanje snage.

### Automobili
Toyota je lansirala svoj prvi automobil pogonjen vodikom, Toyota Mirai, u Japanu krajem 2014. i počela prodaju u Kaliforniji, uglavnom na području Los Angelesa, u 2015.  Automobil ima domet od 502 km, a punjenje spremnika vodikom traje oko pet minuta. Početna prodajna cijena u Japanu bila je oko 7.000.000 ¥ (69.000 $).  Bivši predsjednik Europskog parlamenta Pat Cox procjenjuje da će Toyota u početku gubiti oko 100.000 $ na svakoj prodanoj Mirai 
Mnoge automobilske tvrtke provode istraživanja izvedivosti komercijalne proizvodnje I primjene vodikovih automobila, a neki su uveli demonstracije modela u ograničenom broju.  Od 1980. godine, automobilske tvrtke su napravili brojne predviđanja o komercijalizaciji vodikovih vozila. NA Svjetskoj konferenciji energije vodika 2012., Daimler AG, Honda, Hyundai i Toyota potvrdili planove za proizvodnju vodikovih vozila na gorive ćelije za prodaju do 2015.  Charles Freese, GM-ov izvršni direktor, izjavio je da tvrtka vjeruje da su potrebna vozila na gorive ćelije i električnih vozilana baterije za smanjenje stakleničkih plinova i ovinost o nafti.  Uporaba vodika kao goriva u automobilu je problematična zbog vodikove niske gustoće. 
U 2012, Lux Research, Inc objavila je izvještaj koji kaže ". San o vodikovom gospodarstvu ... nije bliže". U izvještaju se zaključuje da  "Kapitalni trošak, a ne opskrba vodikom, ograničit će usvajanje na samo 5,9 GW" do 2030. godine. Lux analiza zaključuje da će do 2030. godine, PEM stacionarno tržište doći do 1 milijarde $, dok će tržište vozila, uključujući automobile i viljuškare, doći do ukupno 2 milijarde $. 

### Autobusi
Vodik se u početku pohranjivao u tankovima na krovu, a sada postoje modeli koji imaju ugrađene tankove za vodik. Neki dvokatni busevi koriste prostor među katovima za spremnik vodika.
Tata Motors i ISRO već su razvili vodikov autobus koji se testira u Indiji. Autobus se očekuje na cesti u 2015.

### Tramvaji
U ožujku 2015. godine, Kineski željeznica (CSR) je prikazan prvi tramvaj koji koristi vodik kao gorivo u Qingdao. Glavni inženjer za CSR-ovu podružnicu CSR Sifang Co Ltd, Liang Jianying, rekao je da tvrtka istražuje kako smanjiti troškove rada tramvaju.  Ukupno 134 kilometara pruga za nove tramvaje je napravljeno u sedam Kineskih gradova. Kina planira potrošiti 200 milijardi juana (32 milijarde dolara), u idućih pet godina kako bi došli do skoro 2000 km tramvajskih pruga.

### Rakete
Mnoge velike rakete koriste tekući vodik kao gorivo, s tekućim kisikom kao oksidans. Prednost vodika kao raketnog goriva je jako velika brzine ispušnih plinova u odnosu na kerozin / LOX ili UDMH / NTO motora. Prema Tsiolkovskyevim jednadžbama raketa, raketa s većom brzinom ispušnih plinova treba manju potisnu masu kako bi postigla određenu promjenu brzine. Prije izgaranja, vodik prolazi kroz hlađene cijevi oko ispušne mlaznice da bi se zaštitila mlaznica od oštećenja zbog vrućih ispušnih plinova. Također, sadržaj energije ili gustoća energije vodika izračunata po težini je najbolja u odnosu na bilo koji drugi kemijski oblik skladištenja energije. U kombinaciji s oksidansom kao što je tekući kisik, tekući vodik daje najveći specifični impuls ili učinkovitost u odnosu na količinu pogonskog plina kojeg konzumira. 

Nedostatak LH2 / lox motora je niska gustoća i niska temperatura tekućeg vodika, što znači da su potrebni veći i izoliraniji, a time i teže spremnici goriva. To povećava Raketnu strukturnu masu koja značajno smanjuje njegov delta-v. Drugi nedostatak je loša sposobnost pohranjivanja LH2 / LOX-pogon raketa: Zbog konstantnog isparavanja vodika, raketa može biti punjena gorivom samo neposredno prije lansiranja, što motore čini neprikladnima za ICBM i druge primjene raketa s potrebom za brzo lansiranje.

## Povećanje učinkovitosti
Globalno gledano, cijena vodika već opada, dijelom u skladu s padom cijene obnovljive energije, ali i zbog poboljšanja u elektrolizi vode i tehnologiji vodikovih gorivnih ćelija.
Međunarodna agencija za energiju sa sjedištem u Parizu očekuje da će troškovi proizvodnje vodika pasti za daljnjih 30 posto do 2030., ali brzo smanjenje troškova nedavnih fotonaponskih projekata solarne energije na Bliskom istoku moglo bi značiti lokalne troškove komercijalne proizvodnje vodika padat će još brže.
Kako ulaganja u vodikovu infrastrukturu rastu, a neto troškovi nastavljaju padati, vodikovo gospodarstvo moglo bi se pokazati nezamjenjivim alatom u prijelazu s ugljikovodika.